# Podhajno
Podhajno – dawny folwark. Tereny na których leżał znajdują się obecnie na Białorusi, w obwodzie witebskim, w rejonie miorskim, w sielsowiecie Jazno.
Dawniej używane nazwy – Podgajno.

## Historia
W czasach zaborów w powiecie dzisieńskim, w guberni wileńskiej Imperium Rosyjskiego.
W latach 1921–1945 folwark leżał w Polsce, w województwie wileńskim, w powiecie dziśnieńskim, w gminie Jazno.
Według Powszechnego Spisu Ludności z 1921 roku zamieszkiwało tu 8 osób, wszystkie były wyznania rzymskokatolickiego zadeklarowały polską przynależność narodową. Był tu 1 budynek mieszkalny. W 1931 w 2 domach zamieszkiwało 9 osób.
Wierni należeli do parafii rzymskokatolickiej w Jaźnie. Miejscowość podlegała pod Sąd Grodzki w Dziśnie i Okręgowy w Wilnie; właściwy urząd pocztowy mieścił się w Jaźnie.